# Corytophanes percarinatus
El turipache de hojarasca (Corytophanes percarinatus) es una especie de lagarto que pertenece a la familia Corytophanidae. Es nativo de Chiapas (México), Guatemala, sudoeste de Honduras y El Salvador. Su rango altitudinal oscila entre 200 y 2200 m s. n. m.. Es el único Corytophanes vivíparo.[cita requerida]